# Chironomus hyperboreus
Chironomus hyperboreus är en tvåvingeart som beskrevs av Rasmus Carl Staeger 1845. Chironomus hyperboreus ingår i släktet Chironomus och familjen fjädermyggor. Arten är reproducerande i Sverige. Inga underarter finns listade i Catalogue of Life.